# Neurigona plumitasis
Neurigona plumitasis är en tvåvingeart som beskrevs av Stefan Naglis 2003. Neurigona plumitasis ingår i släktet Neurigona och familjen styltflugor. Inga underarter finns listade i Catalogue of Life.